# Endoplon
Endoplon is een geslacht van weekdieren uit de klasse van de Gastropoda (slakken).

## Soorten
De volgende soorten zijn bij het geslacht ingedeeld:
- Endoplon brachyplecta (Benson, 1863)
- Endoplon smithiana (Gude, 1896)